# IEC 60870-5-103
IEC 60870-5-103协定或者称IEC 103协定是一个用于电力系统控制和訊息采集的通信协定，由国际电工委员会(IEC)57号工作组制定。
IEC 60870-5-103是IEC 60870系列协定的“伴随标准”，本协定只定义了OSI模型中的物理层和应用层。
IEC 60870-5-103主要用于变电站内部的通訊，通常用于电力智能电子裝置(IED,Intelligent Electronic Device, 指具备通信功能的继电保护装置、智能电表等)与变电站控制設備之间的通訊。IEC 103针对电力系统常用遥控、遥信、遥测、遥调信息制定了制定了資料模型，并且支持设备制造商进行扩展。
IEC 60870-5-103 协议 (OSI模型)
| OSI-Layer | OSI-Layer  | IEC 60870-5-103 | IEC 60870-5-103 | IEC 60870-5-103       |
| --------- | ---------- | --------------- | --------------- | --------------------- |
| 7         | 应用层     | IEC 60870-5-103 | IEC 60870-5-5   | IEC 60870-5-4         |
| 6         | 表示层     | --              | --              | --                    |
| 5         | 会话层     | --              | --              | --                    |
| 4         | 传输层     | --              | --              | --                    |
| 3         | 网络层     | --              | --              | --                    |
| 2         | 数据链路层 | 非平衡          | IEC 60870-5-2   | IEC 60870-5-1(FT 1.2) |
| 1         | 物理层     | EIA-485         | RS232 (V.24)    | 光纤                  |

## 中国的103协议
中华人民共和国国家发展和改革委员会颁布了IEC 60870系列标准的中国版本，中国版的标准主要由中国电力企业联合会翻译和修订
- IEC/TR 60870–1–1：1988　远动设备及系统　第1部分：总则　第1篇：基本原则，等同采用为DL/Z 634.11；

- IEC 60870–1–2：1989　远动设备及系统　第1部分：总则　第2篇：制定规范的导则，等同采用为GB/T 16436.1—1996；

- IEC/TR 60870–1–3：1997，Ed.2.0　远动设备及系统　第1部分：总则　第3篇：术语，等同采用为GB/T 14429；

- IEC/TR 60870–1–4：1994　远动设备及系统　第1部分：总则　第4篇：远动数据传输的基本方面及IEC 60870–5与IEC 60870–6标准的结构，等同采用为DL/Z 634.14，即本技术文件；

- IEC/TR 60870–1–5：2000　远动设备及系统　第1部分：总则　第5篇：带扰码的调制解调器传输过程对使用IEC 60870–5规约的传输系统的数据完整性的影响，等同采用为DL/Z 634.15；

- IEC 870–2–1：1995　远动设备及系统　第2部分：工作条件　第1篇：电源和电磁兼容性，等同采用为GB/T 15153.1—1998；

- IEC 60870–2–2：1996　远动设备及系统　第2部分：工作条件　第2篇：环境条件（气候、机械和其他非电影响因素），等同采用为GB/T 15153.2—2000；

- IEC 60870–3：1989　远动设备及系统　第3部分：接口（电气特性），等同采用为GB/T 16435.1—1996；

- IEC 60870–4：1990　远动设备及系统　第4部分：性能要求，等同采用为GB/T 17463—1998；

- IEC 60870–5–1：1990　远动设备及系统　第5部分：传输规约　第1篇：传输帧格式，等同采用为GB/T 18657.1—2002；

- IEC 60870–5–2：1992　远动设备及系统　第5部分：传输规约　第2篇：链路传输规则，等同采用为GB/T 18657.2—2002；

- IEC 60870–5–3：1992　远动设备及系统　第5部分：传输规约　第3篇：应用数据的一般结构，等同采用为GB/T 18657.3—2002；

- IEC 660870–5–4：1993　远动设备及系统　第5部分：传输规约　第4篇：应用信息元素的定义和编码，等同采用为GB/T 18657.4—2002；

- IEC 60870–5–5：1995　远动设备及系统　第5部分：传输规约　第5篇：基本应用功能，等同采用为GB/T 18657.5—2002；

- IEC 60870–5–101：1995　远动设备及系统　第5部分：传输规约　第101篇：基本远动任务配套标准，非等效采用为DL/T 634.5101—2002；

- IEC 60870–5–102：1996　远动设备及系统　第5部分：传输规约　第102篇：电力系统电能累计量传输配套标准，等同采用为DL/T 719—2000；

- IEC 60870–5–103：1997　远动设备及系统　第5部分：传输规约　第103篇：继电保护设备信息接口配套标准，等同采用为DL/T 667—1999；

- IEC 60870–5–104：2000　远动设备及系统　第5部分：传输规约　第104篇：用标准传输协议子集的IEC 60870–5–101 网络访问，等同采用为DL/T 634.5104—2002；

- IEC 60870–5–6（FDIS）：2004　远动设备及系统　第5部分：传输规约　第6篇：IEC 60870–5规约系列测试规则，等同采用为DL/T 634.56—2004；

- IEC/TR 60870–6–1：1995　远动设备及系统　第6部分：与ISO/ITU-T建议兼容的远动协议　第1篇：标准的应用环境和结构，等同采用为GB/Z 18700.5；

- IEC 60870–6–2：1995　远动设备及系统　第6部分：与ISO/ITU-T建议兼容的远动协议　第2篇：OSI 1至4层基本标准的应用，等同采用为GB/T 18700.6；

- IEC 60870–6–503：1997　远动设备及系统　第6部分：与ISO/ITU-T建议兼容的远动协议　第503篇：TASE.2服务和协议，等同采用为GB/T 18700.1—2002；

- IEC/TR 60870–6–505：2002　远动设备及系统　第6部分：与ISO/ITU-T建议兼容的远动协议　第505篇：TASE.2用户指南，等同采用为GB/Z 18700.7；

- IEC 60870–6–601：1994　远动设备及系统　第6部分：与ISO/ITU-T建议兼容的远动协议　第601篇：在永久访问连接分组交换数据网的端系统中提供基于连接传输服务的功能标准集，等同采用为GB/T 18700.8；

- IEC/TS 60870–6–602：2001　远动设备及系统　第6部分：与ISO/ITU-T建议兼容的远动协议　第602篇：TASE传输协议子集，等同采用为GB/Z 18700.4—2002；

- IEC 60870–6–702：1998　远动设备及系统　第6部分：与ISO/ITU-T建议兼容的远动协议　第702篇：在端系统中提供TASE.2应用服务的功能协议子集，等同采用为GB/T 18700.3—2002；

- IEC 60870–6–802：1997　远动设备及系统　第6部分：与ISO/ITU-T建议兼容的远动协议　第802篇：TASE.2对象模型，等同采用为GB/T 18700.2—2002。